# Oppdämpern
Oppdämpern är en sjö i Filipstads kommun i Värmland och ingår i Göta älvs huvudavrinningsområde. Sjön har en area på 0,553 kvadratkilometer och ligger 255,3 meter över havet.

## Delavrinningsområde
Oppdämpern ingår i det delavrinningsområde (665860-140461) som SMHI kallar för Utloppet av Oppdämpern. Medelhöjden är 315 meter över havet och ytan är 10,31 kvadratkilometer. Det finns inga avrinningsområden uppströms utan avrinningsområdet är högsta punkten. Vattendraget som avvattnar avrinningsområdet har biflödesordning 5, vilket innebär att vattnet flödar genom totalt 5 vattendrag innan det når havet efter 400 kilometer. Avrinningsområdet består mestadels av skog (75 procent). Avrinningsområdet har 0,54 kvadratkilometer vattenytor vilket ger det en sjöprocent på 5,2 procent.